# Ronnie Harris
Ronnie Harris (Canton, 3 de setembro de 1948) é um boxeador estadunidense, campeão olímpico.

## Carreira
Harris venceu o Campeonato Nacional de peso leve AAU em 1966, 1967 e 1968. Ele conquistou a medalha de ouro nos Jogos Olímpicos de Verão de 1968 na Cidade do México, após derrotar o polonês Józef Grudzień na categoria peso leve e consagrar-se campeão.